# Tliarata
Tliarata (en rus: Тлярата) és un poble del Daguestan, a Rússia, que el 2019 tenia 622 habitants. Pertany al districte rural de Mekhelta.